# Lorin Morgan-Richards

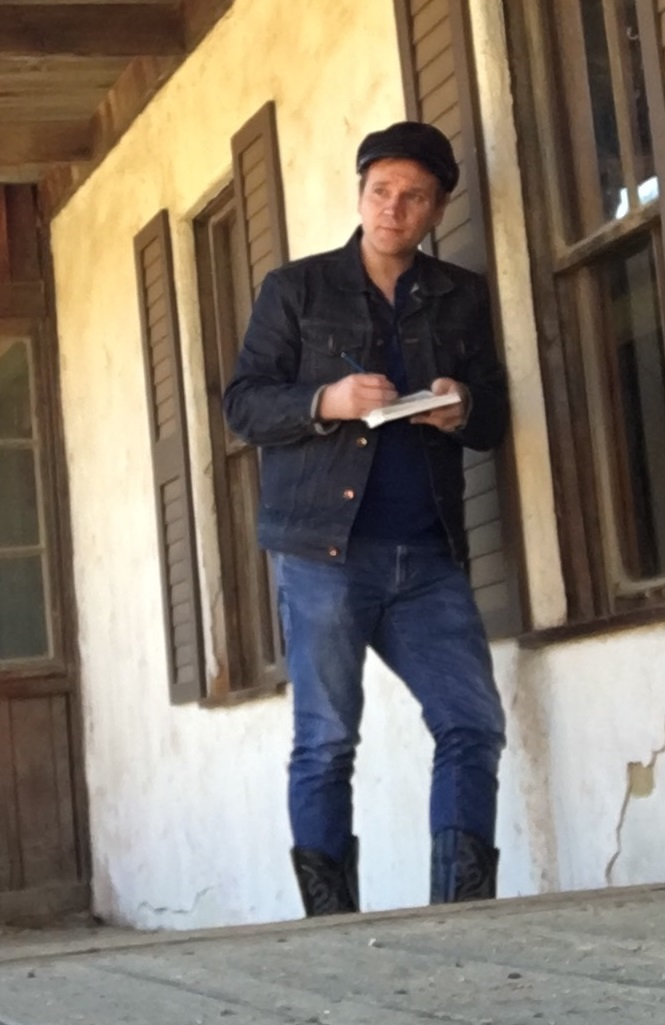
Lorin Morgan-Richards (2016)

Lorin Morgan-Richards (* 1975 in Beebetown, Ohio) ist ein US-amerikanischer Autor, Karikaturist und Verfasser von Kinderbüchern. Richards hat Vorfahren aus den Schweiz-(Amischen), Wales und Amerika.

## Karriere
Richards zog 2002 nach Los Angeles und begann Me’ma and the Great Mountain zu schreiben. 2009 veröffentlichte er seine erste Kollektion mit dem Titel Simon Snootle and Other Small Stories. Gefolgt von A Boy Born from Mold and other Delectable Morsels. Nachdem er im selben Jahr Wales und Frankreich besucht hatte, konzipierte er The Goodbye Family, eine dunkle humorgeschichte über ein bestatter-familie. Er hat seinen Roman 2012 beendet.

## Werke (Auswahl)
- Simon Snootle and Other Small Stories (2009) ISBN 0985044748[2]
- 13 Disturbing Postcards to Send to Your Grandparents (2010) ISBN 0983002002
- A Boy Born from Mold and Other Delectable Morsels (2010) ISBN 0985044772
- A Little Hard to Swallow (2010) ISBN 0997319313
- A Welsh Alphabet (2010), with notes by Peter Anthony Freeman ISBN 0983002053
- The Terribly Mini Monster Book & a Lesser Known Story About a Rare Benign Belbow (2011) ISBN 0983002045
- Me’ma and the Great Mountain (2012), with foreword by Corine Fairbanks ISBN 0985044799
- Welsh in the Old West (2015), with foreword by Jude Johnson[3] ISBN 0983002096
- Dark Letter Days: Collected Works (2016) ISBN 0997319305
- The Night Speaks to Me: A Posthumous Account of Jim Morrison (2016) ISBN 0997319321
- The People of Turtle Island: Book One in the Series (2016) ISBN 099731933X
- Memento Mori: The Goodbye Family Album (2017) ISBN 0997319348
- The Dreaded Summons and Other Misplaced Bills (2017) ISBN 0983002061
- Wanted: Dead or Alive...but not stinkin‘ (2017) ISBN 0997319356
- The Goodbye Family Unveiled (2017) ISBN 9780997319361
- Down West (2018) ISBN 9780983002079
- Nicklesworth: Featuring the Goodbye Family (2018) ISBN 9780997319392
- Gallows Humor: Hangin' with the Goodbye Family (2018) ISBN 9780997319385
- Dead Man's Hand-kerchief: Dealing with the Goodbye Family (2019) ISBN 9780983002086
- The Importance of Being Otis: Undertaking with the Goodbye Family (2019) ISBN 9781733287906
- Yippee Ki-Yayenne Mother Pepper: Getting Saucy with the Goodbye Family (2019) ISBN 9781733287937
- The Goodbye Family and the Great Mountain (2020), with foreword by Richard-Lael Lillard ISBN 9781733287913